# 베이징 EC3
베이징 EC3(영어: Bejing EC3)는 베이징 블루파크에서 2016년부터 2020년까지 생산했던 5도어 해치백이다.